# Caesalpinia ferrea
Caesalpinia ferrea là một loài thực vật có hoa trong họ Đậu. Loài này được C.Mart. miêu tả khoa học đầu tiên.